# Iguarima
Iguarima är ett släkte av spindlar. Iguarima ingår i familjen spökspindlar.
Kladogram enligt Catalogue of Life:
| Iguarima | \| \| Iguarima censoria \| \| \| \| \| \| Iguarima pichincha \| \| \| \| |
|          | \| \| Iguarima censoria \| \| \| \| \| \| Iguarima pichincha \| \| \| \| |
|          | Iguarima censoria                                                        |
|          |                                                                          |
|          | Iguarima pichincha                                                       |
|          |                                                                          |